# 87097 Lomaki
87097 Lomaki è un asteroide della fascia principale. Scoperto nel 2000, presenta un'orbita caratterizzata da un semiasse maggiore pari a 2,5793521 UA e da un'eccentricità di 0,1019073, inclinata di 7,28790° rispetto all'eclittica.